# Nullresultat
Ein Nullresultat bezeichnet in der Wissenschaft ein Ergebnis eines Experiments oder einer empirischen Erhebung, das nicht die erwartete Aussage trifft. Trotz des Namens bedeutet es nicht, dass nichts gemessen wurde, sondern nur, dass die aufgestellte Hypothese nicht bestätigt werden konnte.
Bei einem statistischen Test bedeutet ein Nullresultat, dass das Ergebnis nicht statistisch signifikant von der Nullhypothese abweicht. Aufgrund von zufälligen Schwankungen kann zwar durchaus eine Abweichung beobachtet werden. Diese ist aber so klein, dass sie mit hoher Wahrscheinlichkeit durch den Zufall erzeugt wurde. Ebendiese Wahrscheinlichkeit wird mithilfe des Tests abgeschätzt. Unterschreitet sie einen gewissen Schwellenwert, das Signifikanzniveau (meist 0,05 bzw. 5 %), wird das Ergebnis als signifikant angenommen. Ein Nullergebnis bedeutet dagegen, dass dieser Wert nicht unterschritten wurde.
Da die meisten Experimente und Erhebungen erheblichen Zufallsschwankungen ausgesetzt sind, kann ein Nullresultat im Allgemeinen nicht als Beweis angesehen werden kann, dass der untersuchte Effekt nicht existiert – es bedeutet nur, dass die Messung ihn nicht nachweisen konnte. Wird ein tatsächlich vorhandener Effekt von einer Messung nicht erkannt, spricht man von einem  falsch negativen Ergebnis. 
Nullresultate und negative Resultate werden häufig nicht von wissenschaftlichen Fachzeitschriften veröffentlicht. Um diesem Publikationsbias zu begegnen, gibt es Zeitschriften, die sich auf jene Resultate spezialisiert haben, darunter das Journal of Unsolved Questions und das Journal of Negative Results in Biomedicine.
Ein berühmtes Beispiel für ein Nullresultat ist das Michelson-Morley-Experiment. Dieses physikalische Experiment sollte die Geschwindigkeit der Erde relativ zum sogenannten Lichtäther nachweisen, der damals als Trägermedium für das Licht angenommen wurde. Aus den Messergebnissen konnten zwar nicht-verschwindende Geschwindigkeiten berechnet werden, diese waren aber viel zu gering, um mit der Äthertheorie verträglich zu sein. Spätere, genauere Experimente legten nahe, dass diese Ergebnisse des Michelson-Morley-Experiments durch experimentelle Ungenauigkeiten erklärt werden konnten. Das Experiment war ein wichtiger Schritt auf dem Weg, die Äthertheorie zu verwerfen und durch Einsteins spezielle Relativitätstheorie zu ersetzen.